# Kopotthasú rigó
A kopotthasú rigó (Turdus obsoletus) a madarak osztályának verébalakúak (Passeriformes) rendjébe és a rigófélék (Turdidae) családjába tartozó faj.

## Rendszerezése
A fajt George Newbold Lawrence amerikai üzletember és amatőr ornitológus írta le 1862-ben.

## Alfajai
- Turdus obsoletus colombianus Hartert & Hellmayr, 1901
- Turdus obsoletus obsoletus Lawrence, 1862
- Turdus obsoletus parambanus Hartert, 1920[2]

## Előfordulása
Costa Rica, Panama, Ecuador, Kolumbia és Peru területén honos. Természetes élőhelyei a szubtrópusi és trópusi síkvidéki és hegyi esőerdők. 

## Megjelenése
Átlagos testhossza 23 centiméter, testtömege 61-82 gramm.

## Természetvédelmi helyzete
Az elterjedési területe nagyon nagy, egyedszáma viszont csökken, de még nem éri el a kritikus szintet. A Természetvédelmi Világszövetség Vörös listáján nem fenyegetett fajként szerepel.